# God Is an Astronaut (альбом)
God is an Astronaut — четвёртый студийный альбом ирландской пост-рок-группы God Is an Astronaut, вышедший в 2008 году.

## Список композиций
1. Shadows — 5:11
2. Post Mortem — 5:52
3. Echoes — 5:10
4. Snowfall — 6:41
5. First Day of Sun — 3:37
6. No Return — 7:04
7. Zodiac — 5:41
8. Remaining Light — 5:30
9. Shores of Orion — 5:15
10. Loss — 10:53

Альбом записан в составе -
Torsten Kinsella - гитара, пианино, мандолина, синтезаторы
Niels Kinsella - бас
Lloyd Hanney - барабаны
Дополнительные музыканты -
Colm Hassett - перкуссия на треках 7,9,10
Dara O'Brien - ситар на 4,7,9
Chris Hanney - дополнительная гитара на 2,3
Zachary Dutton-Hanney - дополнительная гитара на 10
Все композиции сочинены и спродюсированы - God Is An astronaut
Записано в октябре 2007 - октябре 2008
Авторы всех композиций - Torsten Kinsella, Niels Kinsella, Lloyd Hanney, Thomas Kinsella, Colm Hassett и Zachary Dutton-Hanney
Обложка и оформление конверта, картина "Эффект Феникса морозным ноябрем" - Dave King
Оформление - Niels Kinsella
Нильс Кинселла об альбоме -
"Вплоть до выхода одноименного альбома, мы редко давали концерты. В то время мы только начинали гастролировать, и даже выступали в Европе с такими группами, как Caspian. Поэтому одноименный альбом, по сути, был нашим первым рок-альбомом. Мы напитали те композиции атмосферой живых выступлений".
Торстен Кинселла о композиции "Fist Day Of The Sun" -
"Я представил себя на пляже, как я наблюдаю за утренним солнцем. Это простая картинка, и мне захотелось передать это в музыке".
Торстен Кинселла о композиции "Remaining Light" -
"На композицию «Remaining Light» повлиял мини-сериал «30 Days Of Night», ужасы с вампирами. Я даже вмонтировал в эту вещь фрагменты из этого фильма, разные звуки, они просто прокрались на задний план. Вся эта дорожка основана на одной сцене, вас заковывают в лед, а в тенях что-то прячется недоброе. Вот о чём была написана эта тема".